# Maksymilian Łebkowski
Maksymilian Łebkowski (ur. 8 października 1891 w Ciechanowie, zm. 16 lutego 1918 w Łopatyczach) – porucznik kawalerii, działacz niepodległościowy, kawaler Orderu Virtuti Militari.

## Życiorys
Urodził się 8 października 1891 w Ciechanowie, ówczesnym mieście powiatowym guberni płockiej, w rodzinie Maksymiliana i Józefy ze Szmideckich. Był młodszym bratem Mieczysława Władysława (1884–1935), majora kawalerii Wojska Polskiego, odznaczonego Orderem Virtuti Militari. W 1911 ukończył naukę w c. k. I Szkole Realnej w Krakowie i rozpoczął studia na Kursach Przemysłowo-Rolniczych w Warszawie. W tym samym roku, w Warszawie, wstąpił do Organizacji Młodzieży Niepodległościowej „Zarzewie” i 1. drużyny skautowej (od 1929 1 Warszawska Drużyna Harcerska im. Romualda Traugutta „Czarna Jedynka”). Od 26 stycznia 1915 w szwadronie ułanów w Legionie Puławskim.
Szczególnie odznaczył się 26 sierpnia 1915 w walkach pod wsią Borki na Polesiu, gdzie z własnej inicjatywy zebrał żołnierzy celem zabezpieczenia odwrotu szwadronu. Powstrzymał nieprzyjaciela, staczając potyczki. Za tę postawę został odznaczony Orderem Virtuti Militari.
Od lutego 1916 w Kawaleryjskiej Szkole Oficerskiej w Twerze. Od lutego 1917 w szeregach 2 pułku konnego zaamurskiego. Od sierpnia 1917 w 3 szwadronie 1 Pułku Ułanów I Korpusu Polskiego w Rosji w stopniu porucznika. Zginął w walce 16 lutego 1918 pod wsią Łopatycze. Pośmiertnie został awansowany do stopnia rotmistrza. Pochowany na cmentarzu parafialnym w Bobrujsku. W 1929 ekshumowany i pochowany w grobie rodzinnym na cmentarzu parafialnym w Piątku. Był kawalerem, dzieci nie miał.

## Ordery i odznaczenia
Polskie ordery i odznaczenia zostały mu nadane pośmiertnie z wyjątkiem amarantowej wstążki.
- Krzyż Srebrny Orderu Wojskowego Virtuti Militari nr 5339[1][2]
- Krzyż Niepodległości[2]
- Krzyż Walecznych czterokrotnie[8][2]
- Amarantowa wstążka dwukrotnie[8]